# Лелеги
Леле́ги (грец. Λέλεγες) — одна із стародавніх народностей, яка, за грецькими переказами, мешкала поряд з пеласгами і карійцями на півдні Балканського півострова, островах Егейського моря та в Малій Азії.
В «Іліаді» (10.429) згадуються (як союзники троянців) лише малоазійські лелеги. Згідно з Афінеєм (6.271), лелеги використовувалися карійцями як раби. Геродот схильний вважати лелегів вихідцями з Кікладських островів і ототожнювати їх з карійцями. Згідно зі Страбоном і Павсанієм, лелеги селилися в різних районах Центральної Греції і Пелопоннеса; за іншими джерелами — також у Фракії, Македонії, Іллірії. Імовірно, назва походить від лувійських «lulahi» — так хети називали «західних варварів» — пращурів карійців.
Російський дослідник крито-мікенської цивілізації А. А. Молчанов ототожнював лелегів з мінойцями. Кікладська культура, що існувала до середини 2 тисячоліття до н. е., в останні століття свого існування була практично асимільована мінойською.